# Trattato di Ceprano (1080)
Il trattato di Ceprano fu firmato il 29 giugno 1080 tra papa Gregorio VII e Roberto il Guiscardo. In base all'accordo, lo Stato Pontificio riconosceva le conquiste normanne in Italia meridionale e il titolo di Duca di Puglia e Calabria, mentre questi ultimi giuravano fedeltà e protezione al pontefice.

## Contesto storico

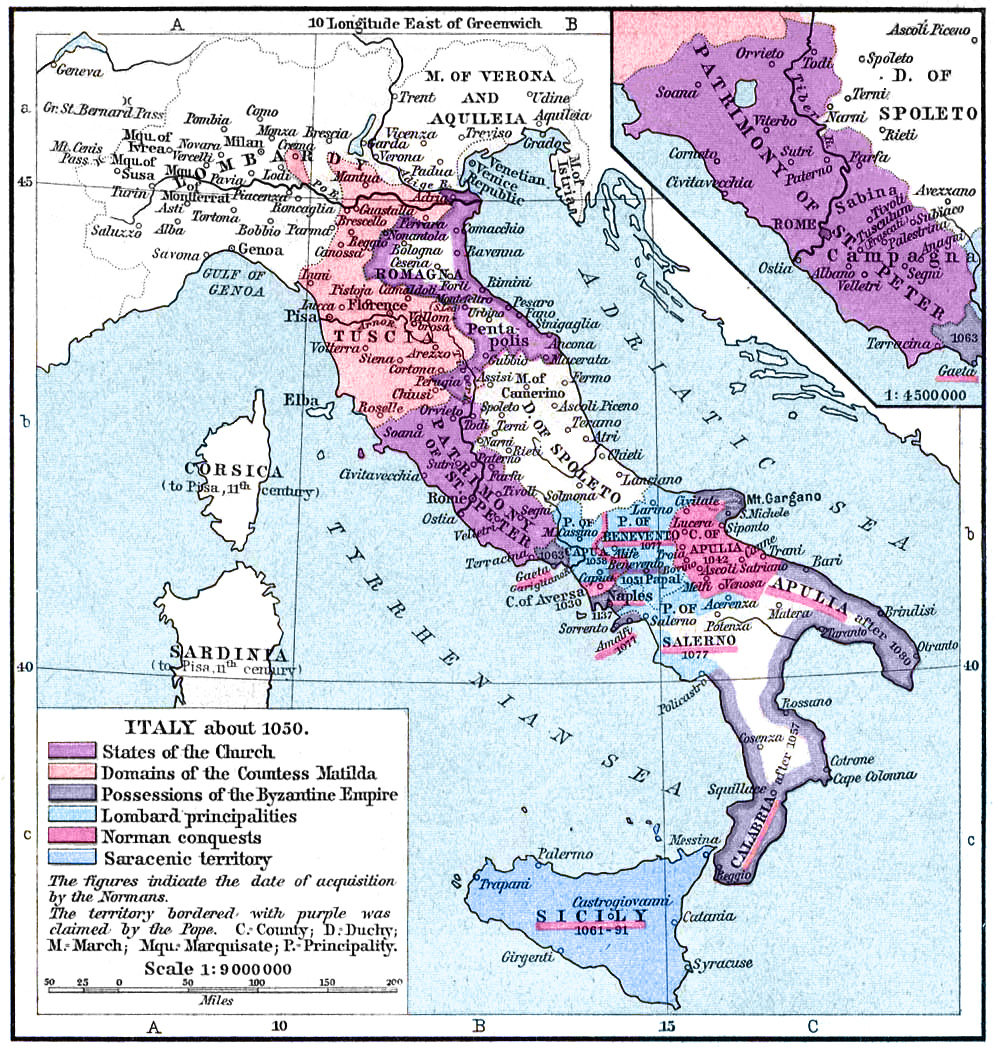
L'Italia attorno al 1050.

L'arrivo dei primi Altavilla in Italia meridionale si registra nella prima metà dell'XI secolo, mossi dall'originaria Normandia da spinte di natura demografica ed economica. In Italia meridionale ebbero gioco facile contro i rappresentanti dell'impero bizantino, verso i quali la popolazione locale nutriva profonde insofferenze. In breve tempo i primi condottieri normanni giunti in Italia (tra cui spiccano Guglielmo d'Altavilla, detto Braccio di Ferro, e i suoi fratelli Drogone e Umfredo) riuscirono ad emergere ed imporsi nel panorama dei signori in lotta tra di loro nelle regioni che il malcontento contro i bizantini lasciava alle loro ambizioni.
Già nel 1059 con il trattato di Melfi i Normanni avevano ricevuto il riconoscimento dal papato delle conquiste nel mezzogiorno e la nomina a duca di Puglia e Calabria di Roberto il Guiscardo, fratellastro di Guglielmo, giunto in Italia con un piccolo seguito ma che in breve tempo era riuscito a mettersi in luce per la sua scaltrezza e per i suoi successi militari in Calabria. Tuttavia negli anni che seguirono, in parte per le ambiguità ed imprecisioni del trattato ed in parte per l'animosità dei Normanni che spesso sconfinavano nei territori che di diritto e di fatto appartenevano allo Stato della Chiesa violando gli accordi del trattato, si vennero a creare nuovi attriti tra le parti.
Gli Altavilla infatti avevano urgenza di consolidare le proprie conquiste, incalzati dai bizantini che avevano ripreso città importanti, mentre portavano avanti la conquista della Sicilia: nel 1073 Roberto conquistò Amalfi, nel 1076 prese Salerno, mentre nel 1077 pose l'assedio alla città di Benevento. Tuttavia le conquiste erano lontane dall'unificazione a causa delle frequenti rivolte dei baroni locali, ma anche degli attriti interni tra i Normanni alimentati dalla mancanza di un'investitura ufficiale del potere conquistato sul campo dal Guiscardo.
Il Papato, da parte sua, viveva un periodo di tensione con il Sacro Romano Impero per le decennale questione della lotta per le investiture, culminata con l'elezione dell'antipapa Clemente III e la scomunica dell'imperatore Enrico IV. Il papa Gregorio VII cercava di prepararsi alla probabile incipiente guerra contro l'impero e al contempo di pacificare il suo fronte meridionale per evitare di essere stretto tra due nemici. A tal proposito si presentò la possibilità di stringere una nuova alleanza con il Guiscardo, già scomunicato tre volte dal pontefice.

## Il trattato
Gregorio VII incaricò l’abate di Montecassino Desiderio (il futuro Papa Vittore III), noto filonormanno, di organizzare un incontro che si tenne il 29 giugno 1080 nella chiesa di San Paterniano a Ceprano.
Stando al cronista Guglielmo di Puglia, l'alto e prode guerriero normanno si inginocchiò e baciò devotamente i piedi del pontefice ripetendo il giuramento fatto nel 1059 a Niccolò II e che non aveva quasi mai mantenuto. Tra le condizioni del trattato vi era infatti la promessa di fedeltà di Roberto al papato, il che implicava l'obbedienza al pontefice e il supporto in caso di richiesta di aiuto, oltre al pagamento di tributi. I territori normanni comprendevano la maggior parte dell'Italia meridionale, ad esclusione di Amalfi, Salerno, e della parte della Marca Fermana a sud del fiume Tronto, che il papa definì ingiustamente sottratte alla Chiesa:
(Epist. Greg.VII in to. 3 Decret., p. 825)
Il Guiscardo inoltre riconosceva la sovranità della Santa Sede su Benevento, già ceduta al Papato dopo la battaglia di Civitate del 1053, e ormai ridotta a città di secondaria importanza rispetto allo splendore del Ducato nell’VIII secolo.
Per contro Gregorio VII riconosceva le conquiste normanne in Italia meridionale e assegnava a Roberto il Guiscardo il titolo di duca di Puglia e Calabria, di fatto suggellando il suo potere e dando una giustificazione morale alle sue mire espansionistiche; contestualmente ritirò la scomunica comminata nel 1074 all'atto dell'attacco alla città di Benevento.

## Conseguenze

L'Italia nel 1084.

Gregorio VII fu molto soddisfatto dell'accordo, credendo di essersi assicurato un importante e potente alleato. Convinto della fedeltà del normanno, il papa promulgò addirittura un'enciclica a favore di una crociata guidata da Roberto in soccorso dell'imperatore d'Oriente Michele VII, spodestato dal suo generale Niceforo, alla quale Roberto non rispose.
A parte l'episodio della mancata crociata, i rapporti tra le due parti rimasero sempre difficili. Il Guiscardo aveva infatti altre mire e il trattato rispondeva solo ad un obiettivo personale, tra cui il pretesto per un attacco ai bizantini nei Balcani. Roberto infatti mosse guerra a Niceforo conquistando Durazzo, Corfù e Avlona, col pretesto di difendere gli interessi di Costantino Ducas, a cui era stata promessa sposa la figlia di Roberto, Elena, e che era stato esiliato in seguito alla deposizione dell'imperatore suo padre.
D'altro canto il normanno non voleva impegnarsi al fianco del papa, soprattutto nei conflitti che coinvolgevano Enrico IV. Soltanto nel 1084, dopo le azioni militari in oriente, il Guiscardo corse in soccorso del papa assediato in Castel Sant'Angelo dalle truppe dell'imperatore tedesco, ma solo dopo che queste avevano saccheggiato Roma e deposto Gregorio VII.
Le travagliate vicende tra i due firmatari del trattato terminarono nel corso del 1085, con la morte dei due in circostanze diverse separate solo di pochi mesi.